# Dolní Přím
Dolní Přím är en ort i Tjeckien. Den ligger i den centrala delen av landet, 90 km öster om huvudstaden Prag. Dolní Přím ligger 281 meter över havet och antalet invånare är 525.
Terrängen runt Dolní Přím är huvudsakligen platt. Dolní Přím ligger uppe på en höjd.Runt Dolní Přím är det ganska tätbefolkat, med 116 invånare per kvadratkilometer. Närmaste större samhälle är Hradec Králové, 9,4 km öster om Dolní Přím. Trakten runt Dolní Přím består till största delen av jordbruksmark.